# پلاس اکسپرس‌وی
پلاس اکسپرس‌وی (انگلیسی: PLUS Expressways) شرکت مهندسی مالزیایی است، که در سال ۱۹۸۶ تأسیس شد.